# 4535 Adamcarolla
4535 Adamcarolla (1986 QV2) là một tiểu hành tinh được phát hiện ngày 28 tháng 8 năm 1986 bởi H. Debehogne ở Đài thiên văn Nam châu Âu. Nó được đặt theo kên truyền thanh và truyền hình tư nhân Adam Carolla.